# Comsat Angels
I Comsat Angels sono stati un gruppo musicale inglese, originario di Sheffield e attivo dal 1978 al 1995. Si sono riuniti occasionalmente per un tour nel periodo 2009-2010.

## Storia
La band nasce nel 1978 per mano di Stephen Fellows (chitarra e voce), Kevin Bacon (basso), Andy Peake (tastiere) e Mik Glaisher (batteria). Incidono subito un singolo a nome Radio Earth ed intitolato Red Planet. Nel settembre del 1980 esce il disco d'esordio, intitolato Waiting for a Miracle. Il disco, che viene esaltato dalla critica, unisce musica psichedelica, darkwave e groove incalzante. Intraprendono quindi un tour a cui partecipano diverse band e vocalist tra cui U2, Depeche Mode, Siouxsie Sioux, Captain Beefheart e Pere Ubu. Pubblicano inoltre una serie di singoli che verranno poi raccolti nell'album Enz (1982).
Il secondo LP è invece Sleep No More (1981) che viene lusingato dalla critica, come del resto il precedente. Il successivo Fiction (1982) è più romantico e malinconico. Il gruppo intraprende un tour con gli U2. Scaricati dalla Polydor Records, il gruppo si accasa alla Jive Records, label che pubblica Land (prodotto da Mike Howlett), caratterizzato da un sound pop. Nel 1985 viene pubblicato Seven Day Weekend, che come il precedente, si rivela deludente sia nel contenuto che nelle vendite. Viene quindi interrotto il sodalizio con la Jive.
Nel 1986 viene pubblicato Chasing Shadows, a cui collabora Robert Palmer come produttore e come voce (in You'll Never Know). Si tratta di un ritorno alla darkwave, e va a riallacciarsi ai primi dischi incisi dai Comsat Angels. A questo punto Fellows si dedica all'attività di produttore (Lowlife). Dopo una pausa di quattro anni il gruppo produce, a nome Dream Command, l'album Fire on the Moon (1990).
Dopo la parentesi Dream Command, ritornano come Comsat Angels con My Mind Eye (1992), disco con cui spiazzano tutti proponendo un album shoegaze. Segue The Glamour (1995), più vicino anche al grunge.
Subito dopo il tour di The Glamour, il gruppo si scioglie. Steve Fellows pubblica un album strumentale (Mood X) nel 1997 e collabora con i Little Glitches. Il resto della band si riunisce verso la fine degli anni '90 con il nome Soup e con un nuovo cantante (Peter Hope). Tuttavia questa esperienza non dura molto.
Il gruppo si riunisce nell'aprile 2009 per partecipare ad un festival in cui propone buona parte delle canzoni presenti nei primi tre album. Tengono poi un tour in tutto il Regno Unito che dura fino al dicembre 2010.

## Formazione
- Stephen Fellows - voce, chitarra
- Mik Glaisher - batteria
- Kevin Bacon - basso
- Andy Peake - tastiere

## Discografia

### Album studio
- 1980 - Waiting for a Miracle (Polydor)
- 1981 - Sleep No More (Polydor)
- 1982 - Fiction (Polydor)
- 1983 - Land (Jive)
- 1985 - Seven Day Weekend (Jive)
- 1986 - Chasing Shadows (Island)
- 1990 - Fire on the Moon (come Dream Command) (Island)
- 1992 - My Mind's Eye (RPM/Caroline)
- 1995 - The Glamour (RPM)

### Raccolte
- 1982 - Enz (Polydor)
- 1992 - Time Considered as a Helix of Semi-Precious Stones - The BBC Sessions 1979-1984 (RPM)
- 1994 - Unravelled (RPM)
- 2000 - From Beyond 2 (Cherry Red)
- 2007 - To Before (Renascent)